# Saperda facetula
Saperda facetula es una especie de escarabajo longicornio del género Saperda, tribu Saperdini, subfamilia  Lamiinae. Fue descrita científicamente por Holzschuh en 1999.

## Descripción
Mide 13,9 milímetros de longitud.

## Distribución
Se distribuye por Vietnam.